# Высоцкий, Виктор Михайлович
Виктор Михайлович Высоцкий — советский российский шашист (заочные шашки), судья, шашечный аналитик, спортивный журналист. Автор более 10 учебников по дебютам в русские шашки. Вице-чемпион России по заочной игре в русские шашки (37 Чемпионат, 2013—2014).
Международный мастер, международный арбитр.
издает с 2017 года — «Вестник Комиссии заочных шашечных соревнований ФШР» — единственный шашечный журнал в России